# Nicola Gavazzi
Nicola Gavazzi (Iseo, 21 marzo 1978) è un ex ciclista su strada italiano.
Fratello maggiore di Mattia Gavazzi, nonché figlio di Pierino, ciclista degli anni ottanta, fu campione italiano tra gli under-23 e poi professionista dal 2001 al 2004.

## Carriera
Gareggiò per cinque stagioni tra i dilettanti Under-23/Elite con la Resine Ragnoli diretta dal padre Pierino, vincendo il titolo italiano Under-23 nel 2000 a Caneva.
Dopo un breve periodo da stagista nella Mercatone Uno-Bianchi nel 1999, passò professionista nel settembre del 2001 alla Saeco di Claudio Corti. Colse un'unica vittoria da professionista, nella terza tappa del Regio-Tour nel 2003; nello stesso anno partecipò alla Vuelta a España. Concluse l'attività agonistica a fine 2004.

## Palmarès
- 2000 (Under-23)

Campionato italiano, Gara in linea Under 23 (Circuito Internazionale di Caneva)
Coppa Caduti Buscatesi
- 2003

3ª tappa Regio-Tour

## Piazzamenti

### Grandi Giri
- Vuelta a España

2003: ritirato

### Competizioni mondiali
- Campionati del mondo

1996 - In linea Juniores: 8º
Plouay 2000 - In linea Under-23: 38º